# Biscucuy
Biscucuy ist ein venezolanisches Dorf in den Anden, im westlichen Teil des Bundesstaates Portuguesa. Es ist der Verwaltungssitz vom Bezirk Sucre. Es ist vorwiegend eine landwirtschaftliche Siedlung. Das Dorf wurde am 17. November 1778 gegründet.

## Verkehr
Biscucuy ist mit El Tocuyo im Bundesstaat Lara durch die Nationalstraße 7, mit Guanare in Portuguesa und Boconó in Trujillo durch die Nationalstraße 3 verbunden.